# Więzadło wieszadłowe łechtaczki
Więzadło wieszadłowe łechtaczki (łac. ligamentum suspensorium clitoridis) – w anatomii człowieka występujące u kobiet cienkie nieparzyste pasmo tkanki łącznej, które prowadzi od przedniej powierzchni spojenia łonowego do tylnej powierzchni ciała jamistego łechtaczki. Jego włókna pochodzą z powięzi podskórnej brzucha, a także ze ścięgna mięśnia prostego brzucha i rozcięgna mięśnia skośnego zewnętrznego brzucha. Jego odpowiednikiem u mężczyzn jest więzadło wieszadłowe prącia.